# Liste der Nationalstraßen in Japan
Dies ist eine Liste der japanischen Nationalstraßen (jap. 一般国道, ippan kokudō).

## Geschichte
Die Nationalstraßen wurden am 4. Dezember 1952 durch das Dōro-hō (道路法, „Straßengesetz“) eingeführt und sind Fernstraßen der Zentralregierung. Dabei wurden Nationalstraßen 1. Ordnung (一級国道, ikkyū kokudō) mit den Nr. 1 bis 40 festgelegt. Mit einem weiteren Gesetz vom 18. Mai 1953 erfolgte die Festlegung der Nationalstraßen 2. Ordnung (二級国道, nikyū kokudō). Diese gingen von 101 bis 244. Die Lücke erklärt sich dadurch, dass man die Nummern 41 bis 100 für weitere Nationalstraßen 1. Ordnung freihielt. Ab 1956 erfolgten erste Änderungen. Dabei wurden Straßen 2. Ordnung zu welcher 1. Ordnung (z. B. 155 in 41) umgenummert; sowie weitere Straßen 2. Ordnung festgelegt. Teilweise wurden die entstehenden Lücken erneut benutzt (z. B. Nationalstraße 155). Mit Revision des Gesetzes 1965 wurde diese Klassifizierung aufgehoben, wobei die Straßen jedoch ihre Nummern behielten. 1970 kamen Nr. 272–328 hinzu, 1972 Nr. 58 und Nr. 329–332, 1975 Nr. 333–390, 1982 Nr. 391–449 und 1993 Nr. 450–507. Mit Ausnahme von Nationalstraße 58 sind daher alle Nationalstraßen unter 100 frühere Nationalstraßen 1. Ordnung und bei Einführung neuer Nationalstraßen wurden die Nummern hochgezählt, so dass es keine Nationalstraßen 59 bis 100 gibt. Nationalstraße 58 bildet es Ausnahme, da diese nach der Rückgabe Okinawas an Japan aus dem durch die US-Verwaltung für Truppentransporte eingerichteten Highway No.1 gebildet wurde, der zur Hauptfernverkehrsstraße der Insel wurde.

## Liste
| Zeichen | Nummer             | Von                       | Bis              | Via |
| ------- | ------------------ | ------------------------- | ---------------- | --- |
|         | Nationalstraße 1   | Nihonbashi (Chūō (Tokio)) | Osaka            | Kawasaki – Yokohama – Fujisawa – Chigasaki – Hiratsuka – Odawara – Hakone – Mishima – Numazu – Fuji – Shizuoka – Yaizu – Fujieda – Shimada – Kakegawa – Fukuroi – Iwata – Hamamatsu – Toyohashi – Toyokawa – Okazaki – Kariya – Anjō – Nagoya – Yatomi – Kuwana – Yokkaichi – Suzuka – Tsu – Kameyama – Kōka – Rittō – Kusatsu – Ōtsu – Kyōto |
|         | Nationalstraße 2   | Osaka                     | Kitakyūshū       | Amagasaki – Nishinomiya – Ashiya – Kōbe – Akashi – Kakogawa – Himeji – Aioi – Tatsuno – Akō – Bizen – Okayama – Kurashiki – Asakuchi – Fukuyama – Onomichi – Mihara – Higashihiroshima – Hiroshima – Hatsukaichi – Ōtake – Iwakuni – Shūnan – Yamaguchi – Hōfu – Sanyō-Onoda – Shimonoseki                                                    |
|         | Nationalstraße 3   | Kitakyūshū                | Kagoshima        | Munakata – Fukutsu – Koga – Fukuoka – Ōnojō – Dazaifu – Chikushino – Tosu – Kurume – Yame – Yamaga – Kumamoto – Uto – Uki – Yatsushiro – Minamata – Izumi -Akune – Satsumasendai – Ichikikushikino – Hioki |
|         | Nationalstraße 4   | Nihonbashi (Chūō (Tokio)) | Aomori           | Sōka – Koshigaya – Kasukabe – Satte – Koga – Oyama – Utsunomiya – Nasushiobara – Shirakawa – Kōriyama – Fukushima – Nihonmatsu – Shiroishi – Sendai – Ichinoseki – Hanamaki – Morioka – Hachinohe |
|         | Nationalstraße 5   | Hakodate                  | Sapporo          | Mori – Oshamambe – Niseko – Yoichi – Otaru |
|         | Nationalstraße 6   | Nihonbashi (Chūō (Tokio)) | Sendai           | Matsudo – Kashiwa – Toride – Tsuchiura – Mito – Hitachi – Iwaki – Mito – Sōma |
|         | Nationalstraße 7   | Niigata                   | Aomori           | Shibata – Tainai – Murakami – Tsuruoka – Sakata – Nikaho – Yurihonjō – Akita – Katagami – Noshiro – Kita-Akita – Ōdate – Hirakawa – Hirosaki |
|         | Nationalstraße 8   | Niigata                   | Kyōto            | Sanjō – Mitsuke – Nagaoka – Kashiwazaki – Jōetsu – Itoigawa – Kurobe – Uozu – Namerikawa – Toyama – Imizu – Takaoka – Oyabe – Kanazawa – Hakusan – Nomi – Komatsu – Kaga – Awara – Sakai – Fukui – Sabae – Echizen – Tsuruga – Nagahama – Maibara – Hikone – Higashiōmi – Ōmihachiman – Yasu – Rittō – Kusatsu – Ōtsu                         |
|         | Nationalstraße 9   | Kyōto                     | Shimonoseki      | Kameoka – Nantan – Fukuchiyama – Asago – Yabu – Tottori – Yonago – Yasugi – Matsue – Izumo – Ōda – Gōtsu – Hamada – Masuda – Yamaguchi – Ube – Sanyō-Onoda |
|         | Nationalstraße 10  | Kitakyūshū                | Kagoshima        | Yukuhashi – Buzen – Nakatsu – Usa – Kitsuki – Beppu – Ōita – Bungo-Ōno – Usuki – Saiki – Nobeoka – Hyūga – Miyazaki – Miyakonojō – Soo – Kirishima |
|         | Nationalstraße 11  | Tokushima                 | Matsuyama        | Naruto – Higashikagawa – Sanuki – Takamatsu – Sakaide – Marugame – Zentsūji – Mitoyo – Kan’onji – Shikokuchūō – Niihama – Saijō – Tōon |
|         | Nationalstraße 12  | Sapporo                   | Asahikawa        | Ebetsu – Iwamizawa – Takikawa – Fukagawa |
|         | Nationalstraße 13  | Fukushima                 | Akita            | Yonezawa – Nanyō – Kaminoyama – Yamagata – Tendō – Higashine – Murayama – Obanazawa – Shinjō – Yuzawa – Yokote – Daisen |
|         | Nationalstraße 14  | Nihonbashi (Chūō (Tokio)) | Chiba            | Ichikawa – Funabashi – Narashino |
|         | Nationalstraße 15  | Nihonbashi (Chūō (Tokio)) | Yokohama         | Kawasaki |
|         | Nationalstraße 16  | Yokohama                  | Yokohama         | Yamato – Sagamihara – Machida – Hachiōji – Akishima – Fussa – Hamura – Iruma – Sayama – Kawagoe – Saitama – Ageo – Saitama – Kasukabe – Noda – Kashiwa – Shiroi – Funabashi – Yachiyo – Chiba – Ichihara – Sodegaura – Kisarazu – Kimitsu – Futtsu – Yokosuka – Hayama – Zushi                                                                |
|         | Nationalstraße 17  | Nihonbashi (Chūō (Tokio)) | Niigata          | Toda – Saitama – Ageo – Okegawa – Kitamoto – Kōnosu – Kumagaya – Fukaya – Honjō – Takasaki – Maebashi – Shibukawa – Numata – Nagaoka – Sanjō |
|         | Nationalstraße 18  | Takasaki                  | Jōetsu           | Annaka – Karuizawa – Komoro – Ueda – Chikuma – Nagano – Myōkō |
|         | Nationalstraße 19  | Nagoya                    | Nagano           | Kasugai – Nakatsugawa – Toki – Mizunami – Ena – Nakatsugawa – Shiojiri – Matsumoto – Azumino – Ōmachi |
|         | Nationalstraße 20  | Nihonbashi (Chūō (Tokio)) | Shiojiri         | Chōfu – Mitaka – Fuchū – Kunitachi – Hino – Hachiōji – Sagamihara – Uenohara – Ōtsuki – Kōshū – Kōfu – Fuefuki – Kai – Nirasaki – Hokuto – Chino – Suwa – Okaya |
|         | Nationalstraße 21  | Mizunami                  | Maibara          | Minokamo – Kakamigahara – Gifu – Ōgaki |
|         | Nationalstraße 22  | Nagoya                    | Gifu             | Ichinomiya |
|         | Nationalstraße 23  | Toyohashi                 | Ise              | Nishio – Nagoya – Yokkaichi – Tsu |
|         | Nationalstraße 24  | Kyōto                     | Wakayama         | Uji – Nara – Tenri – Kashihara – Yamatotakada – Gojō |
|         | Nationalstraße 25  | Yokkaichi                 | Osaka            | Sakai – Iga – Tenri |
|         | Nationalstraße 26  | Osaka                     | Wakayama         | Kameyama – Kishiwada – Izumisano |
|         | Nationalstraße 27  | Tsuruga                   | Kyōtamba         | Obama – Maizuru – Ayabe |
|         | Nationalstraße 28  | Kōbe                      | Tokushima        | Akashi – Awaji – Sumoto – Minamiawaji – Naruto |
|         | Nationalstraße 29  | Himeji                    | Tottori          | Tatsuno – Shisō |
|         | Nationalstraße 30  | Okayama                   | Takamatsu        | Tamano |
|         | Nationalstraße 31  | Kaita                     | Kure             | Hiroshima |
|         | Nationalstraße 32  | Takamatsu                 | Kōchi            | Miyoshi |
|         | Nationalstraße 33  | Kōchi                     | Matsuyama        | Kumakōgen |
|         | Nationalstraße 34  | Tosu                      | Nagasaki         | Saga – Takeo – Ōmura – Isahaya |
|         | Nationalstraße 35  | Takeo                     | Sasebo           | Arita |
|         | Nationalstraße 36  | Sapporo                   | Muroran          | Chitose – Tomakomai – Noboribetsu |
|         | Nationalstraße 37  | Oshamanbe                 | Muroran          | Date |
|         | Nationalstraße 38  | Takikawa                  | Kushiro          | Ashibetsu – Furano – Obihiro |
|         | Nationalstraße 39  | Asahikawa                 | Abashiri         | Kitami |
|         | Nationalstraße 40  | Asahikawa                 | Wakkanai         | Shibetsu – Nayoro |
|         | Nationalstraße 41  | Nagoya                    | Toyama           | Minokamo – Gero – Takayama |
|         | Nationalstraße 42  | Hamamatsu                 | Wakayama         | Tahara – Toba – Ise – Matsusaka – Owase – Kumano – Shingū – Tanabe – Gobō |
|         | Nationalstraße 43  | Osaka                     | Kōbe             | - |
|         | Nationalstraße 44  | Kushiro                   | Nemuro           | Akkeshi |
|         | Nationalstraße 45  | Sendai                    | Aomori           | Ishinomaki – Kesennuma – Ōfunato – Kamaishi – Miyako – Hachinohe – Towada |
|         | Nationalstraße 46  | Morioka                   | Akita            | Senboku – Daisen |
|         | Nationalstraße 47  | Sendai                    | Sakata           | Ōsaki – Shinjō |
|         | Nationalstraße 48  | Sendai                    | Yamagata         | Higashine – Tendō |
|         | Nationalstraße 49  | Fukushima                 | Niigata          | Kōriyama – Aizuwakamatsu – Agano |
|         | Nationalstraße 50  | Maebashi                  | Mito             | Isesaki – Kiryū – Ashikaga – Sano – Oyama – Yūki – Chikusei – Kasama |
|         | Nationalstraße 51  | Chiba                     | Mito             | Yotsukaidō – Sakura – Narita – Katori – Inashiki – Itako – Kashima – Hokota |
|         | Nationalstraße 52  | Shizuoka                  | Kōfu             | Minobu – Minami-Alps – Nirasaki – Kai |
|         | Nationalstraße 53  | Okayama                   | Tottori          | Tsuyama – Chizu |
|         | Nationalstraße 54  | Hiroshima                 | Matsue           | Akitakata – Miyoshi – Unnan |
|         | Nationalstraße 55  | Tokushima                 | Kōchi            | Komatsushima – Anan – Muroto – Aki – Kōnan – Nankoku |
|         | Nationalstraße 56  | Kōchi                     | Matsuyama        | Susaki – Shimanto – Sukumo – Uwajima – Seiyo – Ōzu – Iyo |
|         | Nationalstraße 57  | Ōita                      | Nagasaki         | Bungoōno – Taketa – Aso – Kumamoto – Uto – Uki – Shimabara – Isahaya |
|         | Nationalstraße 58  | Kagoshima                 | Naha             | Nishinoomote – Amami – Nago – Kadena – Ginowan – Urasoe |
|         | Nationalstraße 101 | Aomori                    | Akita            | Goshogawara – Oga – Katagami |
|         | Nationalstraße 102 | Hirosaki                  | Towada           | Kuroishi |
|         | Nationalstraße 103 | Aomori                    | Ōdate            | Towada – Kazuno |
|         | Nationalstraße 104 | Hachinohe                 | Ōdate            | Kazuno |
|         | Nationalstraße 105 | Yurihonjō                 | Kita-Akita       | Daisen |
|         | Nationalstraße 106 | Miyako                    | Morioka          | Kawai |
|         | Nationalstraße 107 | Ōfunato                   | Yurihonjō        | Tōno – Ōshū – Kitakami – Yokote |
|         | Nationalstraße 108 | Ishinomaki                | Yurihonjō        | Ōsaki – Yuzawa |
|         | Nationalstraße 112 | Yamagata                  | Sakata           | Sagae – Tsuruoka |
|         | Nationalstraße 113 | Niigata                   | Sōma             | Murakami – Nagai – Nanyō – Shiroishi – Kakuda |
|         | Nationalstraße 114 | Fukushima                 | Namie            | Minamisōma |
|         | Nationalstraße 115 | Sōma                      | Inawashiro       | Fukushima |
|         | Nationalstraße 116 | Kashiwazaki               | Niigata          | Tsubame |
|         | Nationalstraße 117 | Nagano                    | Ojiya            | Nakano – Iiyama – Tōkamachi |
|         | Nationalstraße 118 | Mito                      | Aizuwakamatsu    | Hitachiōmiya – Sukagawa |
|         | Nationalstraße 119 | Nikkō                     | Utsunomiya       | - |
|         | Nationalstraße 120 | Nikkō                     | Numata           | - |
|         | Nationalstraße 121 | Yonezawa                  | Mashiko          | Kitakata – Aizuwakamatsu – Nikkō – Kanuma – Utsunomiya |
|         | Nationalstraße 122 | Nikkō                     | Toshima          | Midori – Kiryū – Kazo – Hasuda – Saitama – Kawaguchi |
|         | Nationalstraße 123 | Utsunomiya                | Mito             | Hitachiōmiya |
|         | Nationalstraße 124 | Chōshi                    | Mito             | Kamisu – Kashima |
|         | Nationalstraße 125 | Katori                    | Kumagaya         | Inashiki – Tsuchiura – Tsukuba – Shimotsuma – Koga – Kazo – Hanyū – Gyōda |
|         | Nationalstraße 126 | Chōshi                    | Chiba            | Asahi – Sōsa – Sammu – Tōgane |
|         | Nationalstraße 127 | Tateyama                  | Kisarazu         | Minamibōsō – Kimitsu – Futtsu |
|         | Nationalstraße 128 | Tateyama                  | Chiba            | Kamogawa – Katsuura – Mobara |
|         | Nationalstraße 129 | Hiratsuka                 | Sagamihara       | Atsugi |
|         | Nationalstraße 130 | Minato                    | Minato           | - |
|         | Nationalstraße 131 | Ōta                       | Ōta              | - |
|         | Nationalstraße 132 | Kawasaki                  | Kawasaki         | - |
|         | Nationalstraße 133 | Yokohama                  | Yokohama         | - |
|         | Nationalstraße 134 | Yokosuka                  | Ōiso             | Miura – Kamakura – Fujisawa – Chigasaki – Hiratsuka |
|         | Nationalstraße 135 | Shimoda                   | Odawara          | Itō – Atami |
|         | Nationalstraße 136 | Shimoda                   | Mishima          | Izu – Izunokuni |
|         | Nationalstraße 137 | Fujiyoshida               | Fuefuki          | - |
|         | Nationalstraße 138 | Fujiyoshida               | Odawara          | Gotemba |
|         | Nationalstraße 139 | Fuji                      | Okutama          | Fujinomiya – Fujiyoshida – Tsuru – Ōtsuki |
|         | Nationalstraße 140 | Kumagaya                  | Masuho           | Fukaya – Chichibu – Yamanashi – Kōshū – Fuefuki – Kōfu – Chūō – Minami-Alps |
|         | Nationalstraße 141 | Nirasaki                  | Ueda             | Hokuto – Saku – Komoro |
|         | Nationalstraße 142 | Karuizawa                 | Shimosuwa        | Saku |
|         | Nationalstraße 143 | Matsumoto                 | Ueda             | Azumino |
|         | Nationalstraße 144 | Naganohara                | Ueda             | - |
|         | Nationalstraße 145 | Naganohara                | Numata           | - |
|         | Nationalstraße 146 | Naganohara                | Karuizawa        | - |
|         | Nationalstraße 147 | Ōmachi                    | Matsumoto        | Azumino |
|         | Nationalstraße 148 | Ōmachi                    | Itoigawa         | - |
|         | Nationalstraße 149 | Shizuoka                  | Shizuoka         | - |
|         | Nationalstraße 150 | Shizuoka                  | Hamamatsu        | Yaizu – Makinohara – Iwata |
|         | Nationalstraße 151 | Iida                      | Toyohashi        | Shinshiro – Toyokawa |
|         | Nationalstraße 152 | Ueda                      | Hamamatsu        | Chino – Ina – Iida |
|         | Nationalstraße 153 | Nagoya                    | Shiojiri         | Nisshin – Toyota – Iida – Komagane – Ina |
|         | Nationalstraße 154 | Nagoya                    | Nagoya           | - |
|         | Nationalstraße 155 | Tokoname                  | Yatomi           | Chita – Tōkai – Ōbu – Kariya – Chiryū – Toyota – Seto – Kasugai – Komaki – Ichinomiya – Inazawa – Tsushima |
|         | Nationalstraße 156 | Gifu                      | Takaoka          | Seki – Mino – Gujō – Takayama – Nanto – Tonami |
|         | Nationalstraße 157 | Kanazawa                  | Gifu             | Hakusan – Katsuyama – Ōno – Motosu |
|         | Nationalstraße 158 | Fukui                     | Matsumoto        | Ōno – Gujō – Takayama |
|         | Nationalstraße 159 | Nanao                     | Kanazawa         | Hakui – Kahoku |
|         | Nationalstraße 160 | Nanao                     | Takaoka          | Himi |
|         | Nationalstraße 161 | Tsuruga                   | Ōtsu             | Takashima |
|         | Nationalstraße 162 | Kyōto                     | Tsuruga          | Obama |
|         | Nationalstraße 163 | Osaka                     | Tsu              | Shijōnawate – Ikoma – Iga |
|         | Nationalstraße 164 | Yokkaichi                 | Yokkaichi        | - |
|         | Nationalstraße 165 | Osaka                     | Tsu              | Kashiwara – Yamatotakada – Kashihara – Sakurai – Nabari |
|         | Nationalstraße 166 | Habikino                  | Takaoka          | Matsusaka – Yamatotakada – Sakurai |
|         | Nationalstraße 167 | Shima                     | Ise              | Toba |
|         | Nationalstraße 168 | Shingū                    | Hirakata         | Gojō – Yamatotakada – Ikoma |
|         | Nationalstraße 169 | Nara                      | Shingū           | Tenri – Kashihara – Kumano |
|         | Nationalstraße 170 | Takatsuki                 | Izumisano        | Neyagawa – Shijōnawate – Daitō – Higashiōsaka – Yao – Kawachinagano – Izumi |
|         | Nationalstraße 171 | Kyōto                     | Kōbe             | Mukō – Nagaokakyō – Takatsuki – Ibaraki – Ikeda – Itami – Nishinomiya |
|         | Nationalstraße 172 | Osaka                     | Osaka            | - |
|         | Nationalstraße 173 | Ikeda                     | Ayabe            | Kawanishi – Sasayama |
|         | Nationalstraße 174 | Kōbe                      | Kōbe             | - |
|         | Nationalstraße 175 | Akashi                    | Maizuru          | Kōbe – Miki – Ono – Nishiwaki – Tamba – Fukuchiyama |
|         | Nationalstraße 176 | Miyazu                    | Osaka            | Fukuchiyama – Sasayama – Sanda – Kōbe – Nishinomiya – Takarazuka – Kawanishi – Toyonaka |
|         | Nationalstraße 177 | Maizuru                   | Maizuru          | - |
|         | Nationalstraße 178 | Maizuru                   | Iwami            | Miyazu – Kyōtango – Toyooka |
|         | Nationalstraße 179 | Himeji                    | Yurihama         | Tatsuno – Mimasaka – Tsuyama – Kurayoshi |
|         | Nationalstraße 180 | Okayama                   | Matsue           | Sōja – Takahashi – Niimi – Yonago – Yasugi |
|         | Nationalstraße 181 | Tsuyama                   | Yonago           | Maniwa |
|         | Nationalstraße 182 | Niimi                     | Fukuyama         | Shōbara |
|         | Nationalstraße 183 | Hiroshima                 | Yonago           | Akitakata – Shōbara |
|         | Nationalstraße 184 | Izumo                     | Onomichi         | Miyoshi |
|         | Nationalstraße 185 | Kure                      | Mihara           | Higashihiroshima – Takehara |
|         | Nationalstraße 186 | Gōtsu                     | Ōtake            | Hamada – Hatsukaichi |
|         | Nationalstraße 187 | Iwakuni                   | Masuda           | Tsuwano |
|         | Nationalstraße 188 | Iwakuni                   | Kudamatsu        | Yanai – Hikari |
|         | Nationalstraße 189 | Iwakuni                   | Iwakuni          | - |
|         | Nationalstraße 190 | Yamaguchi                 | San’yō-Onoda     | Ube |
|         | Nationalstraße 191 | Shimonoseki               | Hiroshima        | Nagato – Hagi – Masuda |
|         | Nationalstraße 192 | Saijō                     | Tokushima        | Niihama – Iyomishima – Kawanoe |
|         | Nationalstraße 193 | Takamatsu                 | Kaiyō            | - |
|         | Nationalstraße 194 | Kōchi                     | Saijō            | - |
|         | Nationalstraße 195 | Kōchi                     | Tokushima        | Nankoku – Anan – Komatsushima |
|         | Nationalstraße 196 | Matsuyama                 | Saijō            | Hōjō – Imabari – Tōyo |
|         | Nationalstraße 197 | Kōchi                     | Ōita             | Tosa – Susaki – Ōzu – Yawatahama |
|         | Nationalstraße 198 | Kitakyūshū                | Kitakyūshū       | - |
|         | Nationalstraße 199 | Kitakyūshū                | Kitakyūshū       | - |
|         | Nationalstraße 200 | Kitakyūshū                | Chikushino       | Nōgata – Iizuka |
|         | Nationalstraße 201 | Fukuoka                   | Kanda            | Iizuka – Tagawa – Yukuhashi |
|         | Nationalstraße 202 | Fukuoka                   | Nagasaki         | Karatsu – Imari – Sasebo |
|         | Nationalstraße 203 | Karatsu                   | Saga             | Taku |
|         | Nationalstraße 204 | Karatsu                   | Sasebo           | Imari – Matsuura |
|         | Nationalstraße 205 | Sasebo                    | Higashisonogi    | - |
|         | Nationalstraße 206 | Nagasaki                  | Sasebo           | - |
|         | Nationalstraße 207 | Saga                      | Togitsu          | Kashima – Isahaya |
|         | Nationalstraße 208 | Kumamoto                  | Saga             | Tamana – Arao – Ōmuta – Yanagawa – Ōkawa |
|         | Nationalstraße 209 | Ōmuta                     | Kurume           | - |
|         | Nationalstraße 210 | Kurume                    | Ōita             | - |
|         | Nationalstraße 211 | Hita                      | Kitakyūshū       | Iizuka – Nōgata |
|         | Nationalstraße 212 | Nakatsu                   | Aso              | Nakatsu – Hita |
|         | Nationalstraße 213 | Beppu                     | Nakatsu          | Kitsuki – Kunisaki – Bungo-Takada – Usa |
|         | Nationalstraße 217 | Ōita                      | Saiki            | Usuki – Tsukumi |
|         | Nationalstraße 218 | Kumamoto                  | Nobeoka          | Uto – Uki |
|         | Nationalstraße 219 | Kumamoto                  | Miyazaki         | Uto – Uki – Yatsushiro – Hitoyoshi – Saito |
|         | Nationalstraße 220 | Miyazaki                  | Kirishima        | Nichinan – Kushima – Shibushi – Kanoya – Tarumizu – Kagoshima |
|         | Nationalstraße 221 | Hitoyoshi                 | Miyakonojō       | Ebino – Kobayashi |
|         | Nationalstraße 222 | Nichinan                  | Miyakonojō       | Soo |
|         | Nationalstraße 223 | Kobayashi                 | Kirishima        | Miyakonojō |
|         | Nationalstraße 224 | Tarumizu                  | Kagoshima        | - |
|         | Nationalstraße 225 | Makurazaki                | Kagoshima        | Minamikyūshū |
|         | Nationalstraße 226 | Minamisatsuma             | Kagoshima        | Makurazaki – Minamikyūshū – Ibusuki |
|         | Nationalstraße 227 | Hakodate                  | Esashi           | Hokuto |
|         | Nationalstraße 228 | Hakodate                  | Esashi           | Hokuto |
|         | Nationalstraße 229 | Otaru                     | Esashi           | - |
|         | Nationalstraße 230 | Sapporo                   | Setana           | - |
|         | Nationalstraße 231 | Sapporo                   | Rumoi            | Ishikari |
|         | Nationalstraße 232 | Wakkanai                  | Rumoi            | - |
|         | Nationalstraße 233 | Asahikawa                 | Rumoi            | Fukagawa |
|         | Nationalstraße 234 | Iwamizawa                 | Tomakomai        | Chitose |
|         | Nationalstraße 235 | Muroran                   | Urakawa          | Noboribetsu – Tomakomai |
|         | Nationalstraße 236 | Obihiro                   | Urakawa          | - |
|         | Nationalstraße 237 | Asahikawa                 | Urakawa          | - |
|         | Nationalstraße 238 | Abashiri                  | Wakkanai         | Kitami – Mombetsu |
|         | Nationalstraße 239 | Abashiri                  | Rumoi            | Kitami – Mombetsu – Nayoro – Shibetsu |
|         | Nationalstraße 240 | Kushiro                   | Abashiri         | - |
|         | Nationalstraße 241 | Teshikaga                 | Obihiro          | Kushiro |
|         | Nationalstraße 242 | Abashiri                  | Obihiro          | Kitami |
|         | Nationalstraße 243 | Abashiri                  | Nemuro           | - |
|         | Nationalstraße 244 | Abashiri                  | Nemuro           | - |
|         | Nationalstraße 245 | Mito                      | Hitachi          | Hitachinaka |
|         | Nationalstraße 246 | Chiyoda (Tokio)           | Numazu           | Kawasaki – Yokohama – Machida – Yamato – Zama – Ebina – Atsugi – Isehara – Hadano – Gotemba – Susono – Gamagōri |
|         | Nationalstraße 247 | Nagoya                    | Toyohashi        | Tōkai – Chita – Tokoname – Handa – Takahama – Nishio – Kahoku |
|         | Nationalstraße 248 | Gamagōri                  | Gifu             | Okazaki – Toyota – Seto – Tajimi -Kani – Minokamo – Seki |
|         | Nationalstraße 249 | Nanao                     | Kanazawa         | Suzu – Wajima – Hakui – Kahoku |
|         | Nationalstraße 250 | Kōbe                      | Okayama          | Akashi – Kakogawa – Takasago -Himeji – Tatsuno – Aioi – Akō – Bizen – Setouchi |
|         | Nationalstraße 251 | Nagasaki                  | Isahaya          | Unzen – Minami-Shimabara – Shimabara |
|         | Nationalstraße 252 | Kashiwazaki               | Aizu-Wakamatsu   | Tōkamachi – Uonuma |
|         | Nationalstraße 253 | Jōetsu                    | Minami-Uonuma    | Tōkamachi |
|         | Nationalstraße 254 | Bunkyō (Tokio)            | Matsumoto        | Toshima – Itabashi – Nerima – Wakō – Asaka – Niiza – Fujimi -Fujimino -Kawagoe – Higashimatsuyama – Fukaya – Honjō – Fujioka – Tomioka – Saku – Ueda |
|         | Nationalstraße 255 | Hadano                    | Odawara          | - |
|         | Nationalstraße 256 | Gifu                      | Iida             | Yamagata – Seki – Gujō – Gero – Nakatsugawa |
|         | Nationalstraße 257 | Hamamatsu                 | Takayama         | Shinshiro – Toyota – Ena – Nakatsugawa – Gero |
|         | Nationalstraße 258 | Ōgaki                     | Kuwana           | Kaizu |
|         | Nationalstraße 259 | Toba                      | Toyohashi        | Tahara |
|         | Nationalstraße 260 | Shima                     | Kihoku           | - |
|         | Nationalstraße 261 | Hiroshima                 | Gōtsu            | - |
|         | Nationalstraße 262 | Hagi                      | Hōfu             | Yamaguchi |
|         | Nationalstraße 263 | Fukuoka                   | Saga             | - |
|         | Nationalstraße 264 | Saga                      | Kurume           | Kanzaki |
|         | Nationalstraße 265 | Kobayashi                 | Aso              | - |
|         | Nationalstraße 266 | Amakusa                   | Kumamoto         | Kami-Amakusa – Uki |
|         | Nationalstraße 267 | Hitoyoshi                 | Satsumasendai    | Isa |
|         | Nationalstraße 268 | Minamata                  | Miyazaki         | Isa – Ebino – Kobayashi |
|         | Nationalstraße 269 | Ibusuki                   | Miyazaki         | Kanoya – Shibushi – Soo – Miyakonojō |
|         | Nationalstraße 270 | Makurazaki                | Ichiki-Kushikino | Minamisatsuma |
|         | Nationalstraße 271 | Odawara                   | Atsugi           | Hiratsuka – Isehara |
|         | Nationalstraße 272 | Kushiro                   | Shibetsu(Nemuro) | - |
|         | Nationalstraße 273 | Obihiro                   | Mombetsu         | - |
|         | Nationalstraße 274 | Sapporo                   | Shibecha         | Chitose – Yūbari – Kushiro |
|         | Nationalstraße 275 | Sapporo                   | Hamatonbetsu     | Ebetsu – Fukagawa |
|         | Nationalstraße 276 | Esashi(Hiyama)            | Tomakomai        | Date – Chitose |
|         | Nationalstraße 277 | Esashi(Hiyama)            | Yakumo           | - |
|         | Nationalstraße 278 | Hakodate                  | Mori             | - |
|         | Nationalstraße 279 | Hakodate                  | Noheji           | Mutsu |
|         | Nationalstraße 280 | Aomori                    | Hakodate         | Hokuto |
|         | Nationalstraße 281 | Morioka                   | Kuji             | - |
|         | Nationalstraße 282 | Morioka                   | Hirakawa         | Hachimantai – Kazuno |
|         | Nationalstraße 283 | Kamaishi                  | Hanamaki         | Tōno |
|         | Nationalstraße 284 | Rikuzentakata             | Ichinoseki       | Kesennuma |
|         | Nationalstraße 285 | Akita                     | Kazuno           | Katagami – Kita-Akita – Ōdate |
|         | Nationalstraße 286 | Sendai                    | Yamagata         | Natori |
|         | Nationalstraße 287 | Yonezawa                  | Higashine        | Nagai – Shirataka -Sagae |
|         | Nationalstraße 288 | Kōriyama                  | Futaba           | Tamura |
|         | Nationalstraße 289 | Niigata                   | Iwaki            | Tsubame – Sanjō – Shirakawa |
|         | Nationalstraße 290 | Murakami                  | Uonuma           | Shibata – Sanjō – Nagaoka |
|         | Nationalstraße 291 | Maebashi                  | Kashiwazaki      | Shibukawa – Numata – Minami-Uonuma – Uonuma – Ojiya – Nagaoka |
|         | Nationalstraße 292 | Naganohara                | Jōetsu           | Nakano – Iiyama – Myōkō |
|         | Nationalstraße 293 | Hitachi                   | Ashikaga         | Hitachi-Ōmiya – Sakura – Kanuma |
|         | Nationalstraße 294 | Kashiwa                   | Aizu-Wakamatsu   | Toride – Moriya – Jōsō – Shimotsuma – Chikusei – Mooka – Nasukarasuyama – Shirakawa |
|         | Nationalstraße 295 | Narita                    | Narita           | - |
|         | Nationalstraße 296 | Sōsa                      | Funabashi        | Tomisato – Narita – Sakura – Yachiyo |
|         | Nationalstraße 297 | Tateyama                  | Ichihara         | Kamogawa – Katsuura |
|         | Nationalstraße 298 | Wakō                      | Ichikawa         | Toda – Saitama – Kawaguchi – Sōka – Yashio – Misato – Katsushika (Tokio) – Matsudo |
|         | Nationalstraße 299 | Chino                     | Iruma            | Chichibu – Hannō – Hidaka – Sayama |
|         | Nationalstraße 300 | Fujiyoshida               | Minobu           | - |
|         | Nationalstraße 301 | Hamamatsu                 | Toyota           | Kosai – Okazaki |
|         | Nationalstraße 302 | Nagoya                    | Nagoya           | Ama – Kiyosu – Kasugai – Ōbu -Tōkai |
|         | Nationalstraße 303 | Gifu                      | Wakasa           | Motosu – Nagahama -Takashima |
|         | Nationalstraße 304 | Kanazawa                  | Nanto            | - |
|         | Nationalstraße 305 | Kanazawa                  | Minami-Echizen   | Nonoichi – Hakusan – Komatsu – Kaga – Fukui |
|         | Nationalstraße 306 | Tsu                       | Hikone           | Kameyama – Suzuka – Yokkaichi – Inabe |
|         | Nationalstraße 307 | Hikone                    | Hirakata         | Higashiōmi – Kōka – Jōyō -Kyōtanabe |
|         | Nationalstraße 308 | Osaka                     | Nara             | Higashiōsaka – Ikoma |
|         | Nationalstraße 309 | Kumano                    | Osaka            | Gose – Tondabayashi -Matsubara |
|         | Nationalstraße 310 | Sakai                     | Gojō             | Ōsakasayama – Kawachinagano |
|         | Nationalstraße 311 | Owase                     | Kamitonda        | Kumano – Shingū – Tanabe |
|         | Nationalstraße 312 | Miyazu                    | Himeji           | Kyōtango – Toyooka – Yabu – Asago |
|         | Nationalstraße 313 | Fukuyama                  | Hokuei           | Ibara – Takahashi – Maniwa -Kurayoshi |
|         | Nationalstraße 314 | Fukuyama                  | Unnan            | Shōbara |
|         | Nationalstraße 315 | Shūnan                    | Hagi             | Yamaguchi |
|         | Nationalstraße 316 | Nagato                    | San’yō-Onoda     | Mine |
|         | Nationalstraße 317 | Matsuyama                 | Onomichi         | Imabari |
|         | Nationalstraße 318 | Tokushima                 | Higashikagawa    | Yoshinogawa – Awa |
|         | Nationalstraße 319 | Sakaide                   | Shikokuchūō      | Marugame – Zentsūji – Mitoyo – Miyoshi |
|         | Nationalstraße 320 | Sukumo                    | Kihoku           | Uwajima |
|         | Nationalstraße 321 | Shimanto                  | Sukumo           | Tosashimizu |
|         | Nationalstraße 322 | Kitakyūshū                | Kurume           | Tagawa – Kama – Asakura -Ogōri |
|         | Nationalstraße 323 | Saga                      | Karatsu          | - |
|         | Nationalstraße 324 | Nagasaki                  | Uki              | Amakusa – Kami-Amakusa |
|         | Nationalstraße 325 | Kurume                    | Takachiho        | Yame – Yamaga – Kikuchi |
|         | Nationalstraße 326 | Nobeoka                   | Bungo-Ōno        | Saiki |
|         | Nationalstraße 327 | Hyūga                     | Yamato           | - |
|         | Nationalstraße 328 | Kagoshima                 | Izumi            | Satsumasendai |
|         | Nationalstraße 329 | Nago                      | Naha             | Uruma – Okinawa |
|         | Nationalstraße 330 | Okinawa                   | Naha             | Ginowan – Urasoe |
|         | Nationalstraße 331 | Naha                      | Ōgimi            | Tomigusuku – Itoman – Nanjō – Okinawa – Uruma – Nago |
|         | Nationalstraße 332 | Naha                      | Naha             | - |
|         | Nationalstraße 333 | Asahikawa                 | Kitami           | - |
|         | Nationalstraße 334 | Rausu                     | Bihoro           | Abashiri |
|         | Nationalstraße 335 | Rausu                     | Shibetsu         | - |
|         | Nationalstraße 336 | Urakawa                   | Kushiro          | Erimo |
|         | Nationalstraße 337 | Chitose                   | Otaru            | Ebetsu – Sapporo – Ishikari |
|         | Nationalstraße 338 | Hakodate                  | Oirase           | Mutsu – Misawa |
|         | Nationalstraße 339 | Hirosaki                  | Sotogahama       | Goshogawara |
|         | Nationalstraße 340 | Rikuzentakata             | Hachinohe        | Tōno – Miyako |
|         | Nationalstraße 341 | Kazuno                    | Yurihonjō        | Semboku – Daisen – Akita |
|         | Nationalstraße 342 | Yokote                    | Tome             | Ichinoseki |
|         | Nationalstraße 343 | Rikuzentakata             | Ōshū             | Ichinoseki |
|         | Nationalstraße 344 | Yuzawa                    | Sakata           | - |
|         | Nationalstraße 345 | Niigata                   | Yuza             | Murakami |
|         | Nationalstraße 346 | Sendai                    | Kesennuma        | Tagajō – Shiogama – Ōsaki – Tome -Ichinoseki |
|         | Nationalstraße 347 | Sagae                     | Ōsaki            | Obanazawa |
|         | Nationalstraße 348 | Nagai                     | Yamagata         | Nan’yō – Kaminoyama |
|         | Nationalstraße 349 | Mito                      | Shibata          | Naka – Hitachi-Ōta – Hitachi – Iwaki – Tamura – Nihonmatsu – Date -Kakuda |
|         | Nationalstraße 350 | Niigata                   | Jōetsu           | Sado |
|         | Nationalstraße 351 | Nagaoka                   | Ojiya            | - |
|         | Nationalstraße 352 | Kashiwazaki               | Kaminokawa       | Nagaoka – Uonuma – Nikkō – Kanuma – Shimotsuke |
|         | Nationalstraße 353 | Kiryū                     | Kashiwazaki      | Midori – Shibukawa -Minami-Uonuma – Tōkamachi |
|         | Nationalstraße 354 | Takasaki                  | Hokota           | Isesaki – Ōta – Tatebayashi – Koga – Bandō – Jōsō – Tsukuba – Tsuchiura – Namegata |
|         | Nationalstraße 355 | Katori                    | Kasama           | Inashiki – Itako – Namegata – Omitama – Ishioka |
|         | Nationalstraße 356 | Chōshi                    | Abiko            | Katori – Narita – Inzai |
|         | Nationalstraße 357 | Chiba                     | Yokosuka         | Narashino – Funabashi – Ichikawa – Urayasu – Kōtō(Tokio) – Ōta(Tokio) – Kawasaki – Yokohama |
|         | Nationalstraße 358 | Fujikawaguchiko           | Kōfu             | Fuefuki |
|         | Nationalstraße 359 | Toyama                    | Kanazawa         | Tonami – Nanto – Oyabe |
|         | Nationalstraße 360 | Toyama                    | Komatsu          | Hida – Hakusan |
|         | Nationalstraße 361 | Takayama                  | Ina              | Shiojiri – Ina |
|         | Nationalstraße 362 | Toyokawa                  | Shizuoka         | Toyohashi – Hamamatsu |
|         | Nationalstraße 363 | Nagoya                    | Nakatsugawa      | Owariasahi – Seto – Toki – Mizunami – Ena |
|         | Nationalstraße 364 | Ōno                       | Kaga             | Fukui – Sakai |
|         | Nationalstraße 365 | Kaga                      | Yokkaichi        | Awara – Sakai – Fukui – Echizen – Nagahama – Maibara – Ōgaki – Inabe |
|         | Nationalstraße 366 | Handa                     | Nagoya           | Handa – Ōbu |
|         | Nationalstraße 367 | Kyōto                     | Wakasa           | Ōtsu – Takashima |
|         | Nationalstraße 368 | Iga                       | Taki             | Nabari – Tsu – Matsusaka |
|         | Nationalstraße 369 | Nara                      | Matsusaka        | Tenri – Uda – Tsu |
|         | Nationalstraße 370 | Kainan                    | Nara             | Hashimoto – Gojō – Uda |
|         | Nationalstraße 371 | Kawachinagano             | Kushimoto        | Hashimoto – Tanabe |
|         | Nationalstraße 372 | Kameoka                   | Himeji           | Nantan – Sasayama – Katō – Ono – Kasai |
|         | Nationalstraße 373 | Akō                       | Tottori          | Mimasaka |
|         | Nationalstraße 374 | Bizen                     | Tsuyama          | Akaiwa – Mimasaka |
|         | Nationalstraße 375 | Kure                      | Ōda              | Higashihiroshima – Miyoshi |
|         | Nationalstraße 376 | Yamaguchi                 | Iwakuni          | Shūnan |
|         | Nationalstraße 377 | Naruto                    | Kan’onji         | Higashikagawa – Sanuki – Mima – Takamatsu – Marugame – Mitoyo |
|         | Nationalstraße 378 | Iyo                       | Uwajima          | Ōzu – Yawatahama – Seiyo |
|         | Nationalstraße 379 | Matsuyama                 | Uchiko           | - |
|         | Nationalstraße 380 | Yawatahama                | Kumakōgen        | Ōzu |
|         | Nationalstraße 381 |                           |                  | |
|         | Nationalstraße 382 |                           |                  | |
|         | Nationalstraße 383 |                           |                  | |
|         | Nationalstraße 384 |                           |                  | |
|         | Nationalstraße 385 |                           |                  | |
|         | Nationalstraße 386 |                           |                  | |
|         | Nationalstraße 387 |                           |                  | |
|         | Nationalstraße 388 |                           |                  | |
|         | Nationalstraße 389 |                           |                  | |
|         | Nationalstraße 390 |                           |                  | |
|         | Nationalstraße 391 |                           |                  | |
|         | Nationalstraße 392 |                           |                  | |
|         | Nationalstraße 393 |                           |                  | |
|         | Nationalstraße 394 |                           |                  | |
|         | Nationalstraße 395 |                           |                  | |
|         | Nationalstraße 396 |                           |                  | |
|         | Nationalstraße 397 |                           |                  | |
|         | Nationalstraße 398 |                           |                  | |
|         | Nationalstraße 399 |                           |                  | |
|         | Nationalstraße 400 |                           |                  | |
|         | Nationalstraße 401 |                           |                  | |
|         | Nationalstraße 402 |                           |                  | |
|         | Nationalstraße 403 |                           |                  | |
|         | Nationalstraße 404 |                           |                  | |
|         | Nationalstraße 405 |                           |                  | |
|         | Nationalstraße 406 |                           |                  | |
|         | Nationalstraße 407 |                           |                  | |
|         | Nationalstraße 408 |                           |                  | |
|         | Nationalstraße 409 |                           |                  | |
|         | Nationalstraße 410 |                           |                  | |
|         | Nationalstraße 411 |                           |                  | |
|         | Nationalstraße 412 |                           |                  | |
|         | Nationalstraße 413 |                           |                  | |
|         | Nationalstraße 414 |                           |                  | |
|         | Nationalstraße 415 |                           |                  | |
|         | Nationalstraße 416 |                           |                  | |
|         | Nationalstraße 417 |                           |                  | |
|         | Nationalstraße 418 |                           |                  | |
|         | Nationalstraße 419 |                           |                  | |
|         | Nationalstraße 420 |                           |                  | |
|         | Nationalstraße 421 |                           |                  | |
|         | Nationalstraße 422 |                           |                  | |
|         | Nationalstraße 423 |                           |                  | |
|         | Nationalstraße 424 |                           |                  | |
|         | Nationalstraße 425 |                           |                  | |
|         | Nationalstraße 426 |                           |                  | |
|         | Nationalstraße 427 |                           |                  | |
|         | Nationalstraße 428 |                           |                  | |
|         | Nationalstraße 429 |                           |                  | |
|         | Nationalstraße 430 |                           |                  | |
|         | Nationalstraße 431 |                           |                  | |
|         | Nationalstraße 432 |                           |                  | |
|         | Nationalstraße 433 |                           |                  | |
|         | Nationalstraße 434 |                           |                  | |
|         | Nationalstraße 435 |                           |                  | |
|         | Nationalstraße 436 |                           |                  | |
|         | Nationalstraße 437 |                           |                  | |
|         | Nationalstraße 438 |                           |                  | |
|         | Nationalstraße 439 |                           |                  | |
|         | Nationalstraße 440 |                           |                  | |
|         | Nationalstraße 441 |                           |                  | |
|         | Nationalstraße 442 |                           |                  | |
|         | Nationalstraße 443 |                           |                  | |
|         | Nationalstraße 444 |                           |                  | |
|         | Nationalstraße 445 |                           |                  | |
|         | Nationalstraße 446 |                           |                  | |
|         | Nationalstraße 447 |                           |                  | |
|         | Nationalstraße 448 |                           |                  | |
|         | Nationalstraße 449 |                           |                  | |
|         | Nationalstraße 450 |                           |                  | |
|         | Nationalstraße 451 |                           |                  | |
|         | Nationalstraße 452 |                           |                  | |
|         | Nationalstraße 453 |                           |                  | |
|         | Nationalstraße 454 |                           |                  | |
|         | Nationalstraße 455 |                           |                  | |
|         | Nationalstraße 456 |                           |                  | |
|         | Nationalstraße 457 |                           |                  | |
|         | Nationalstraße 458 |                           |                  | |
|         | Nationalstraße 459 |                           |                  | |
|         | Nationalstraße 460 |                           |                  | |
|         | Nationalstraße 461 |                           |                  | |
|         | Nationalstraße 462 |                           |                  | |
|         | Nationalstraße 463 |                           |                  | |
|         | Nationalstraße 464 |                           |                  | |
|         | Nationalstraße 465 |                           |                  | |
|         | Nationalstraße 466 |                           |                  | |
|         | Nationalstraße 467 |                           |                  | |
|         | Nationalstraße 468 |                           |                  | |
|         | Nationalstraße 469 |                           |                  | |
|         | Nationalstraße 470 |                           |                  | |
|         | Nationalstraße 471 |                           |                  | |
|         | Nationalstraße 472 |                           |                  | |
|         | Nationalstraße 473 |                           |                  | |
|         | Nationalstraße 474 |                           |                  | |
|         | Nationalstraße 475 |                           |                  | |
|         | Nationalstraße 476 |                           |                  | |
|         | Nationalstraße 477 |                           |                  | |
|         | Nationalstraße 478 |                           |                  | |
|         | Nationalstraße 479 |                           |                  | |
|         | Nationalstraße 480 |                           |                  | |
|         | Nationalstraße 481 |                           |                  | |
|         | Nationalstraße 482 |                           |                  | |
|         | Nationalstraße 483 |                           |                  | |
|         | Nationalstraße 484 |                           |                  | |
|         | Nationalstraße 485 |                           |                  | |
|         | Nationalstraße 486 |                           |                  | |
|         | Nationalstraße 487 |                           |                  | |
|         | Nationalstraße 488 |                           |                  | |
|         | Nationalstraße 489 |                           |                  | |
|         | Nationalstraße 490 |                           |                  | |
|         | Nationalstraße 491 |                           |                  | |
|         | Nationalstraße 492 |                           |                  | |
|         | Nationalstraße 493 |                           |                  | |
|         | Nationalstraße 494 |                           |                  | |
|         | Nationalstraße 495 |                           |                  | |
|         | Nationalstraße 496 |                           |                  | |
|         | Nationalstraße 497 |                           |                  | |
|         | Nationalstraße 498 |                           |                  | |
|         | Nationalstraße 499 |                           |                  | |
|         | Nationalstraße 500 |                           |                  | |
|         | Nationalstraße 501 |                           |                  | |
|         | Nationalstraße 502 |                           |                  | |
|         | Nationalstraße 503 |                           |                  | |
|         | Nationalstraße 504 |                           |                  | |
|         | Nationalstraße 505 |                           |                  | |
|         | Nationalstraße 506 |                           |                  | |
|         | Nationalstraße 507 | Itoman                    | Naha             | Yaese – Haebaru |